# Potamogeton spathulatus
Potamogeton spathulatus är en nateväxtart som beskrevs av Heinrich Adolph Schrader, Wilhelm Daniel Joseph Koch och Johann Baptist Ziz. Potamogeton spathulatus ingår i släktet natar, och familjen nateväxter. Inga underarter finns listade.